# Jean Behra

Wenige Fahrer hatten in den 1950er Jahren ein eigenes Helmdesign

Jean Marie „Jeannot“ Behra (* 16. Februar 1921 in Nizza; † 1. August 1959 in Berlin) war ein französischer Motorrad- und Automobilrennfahrer.

## Karriere
Jean Behra startete zwischen 1952 und 1959 in 52 Rennen um die Fahrer- bzw. Formel-1-Weltmeisterschaft, er erreichte neunmal das Siegespodest, erzielte allerdings keinen ersten Platz. Bei Rennen, die nicht zur Weltmeisterschaft zählten, wurde er dagegen mehrfach Sieger.
Behra begann seine Motorsportkarriere 1937 mit Motorradrennen. Zwischen 1948 und 1951 wurde er auf 500-cm³-Moto-Guzzi viermal Französischer Straßenmeister. Im Jahr 1950 gab er sein Debüt auf vier Rädern beim Bergrennen auf den Mont Ventoux. Ab Juni 1951 startete er für das Gordini-Team von Amédée Gordini. 1952 rückte er das erste Mal ins Rampenlicht, als er beim nicht zur WM zählenden Grand Prix de Reims in einem unterlegenen Simca-Gordini gegen die Ferrari von Farina und Ascari gewann. Beim Großen Preis der Schweiz im selben Jahr wurde Behra Dritter hinter den Ferrari von Piero Taruffi und Rudolf Fischer. Es folgten weitere Siege bei Nicht-WM-Rennen, zum Beispiel 1954 in Pau.
1955 bis Anfang 1958 steuerte Jean Behra einen Maserati, mit dem ihm einige Podestplatzierungen gelangen, zum Beispiel zwei zweite Plätze bei dem Großen Preis von Argentinien 1956 und 1957 sowie einige dritte. Bei Grands Prix, die nicht zur WM zählten, konnte er einige Siege feiern, zum Beispiel 1956 in Rom oder 1957 in Pau, Modena oder Marokko. Weil in Marokko fast alle Stars anwesend waren, gilt dieser Sieg als sein größter.
1958 war Behra mit großen Hoffnungen zu B.R.M. gewechselt, diese wurden bitter enttäuscht. Des Öfteren stellte er sein Auto ab – nicht, weil es kaputt, sondern einfach nicht schnell genug war. Außer einem dritten Platz beim Großen Preis der Niederlande 1958 blieben gute Ergebnisse aus. Erfolgreicher war er bei Sportwagenrennen auf Porsche, wo er neben zwei Siegen 1958 auch einen dritten Platz beim 24-Stunden-Rennen von Le Mans erreichte.
1959 verpflichtete ihn Ferrari anstelle des zurückgetretenen Mike Hawthorn. Nach einer Reihe von technischen Defekten, zuletzt beim Großen Preis von Frankreich, auf den er große Hoffnungen gesetzt hatte, beschimpfte und schlug er in einem Wutanfall den Ferrari-Rennleiter Romolo Tavoni und wurde prompt entlassen.
Daraufhin versuchte Behra, als Privatfahrer mit seinem Behra-Porsche weiterzumachen, den er in Italien von Valerio Colotti unter Verwendung des Porsche-RSK-Motors und von Porsche-Fahrwerksteilen für die Formel 2 hatte konstruieren lassen und der bereits von Hans Herrmann mit Erfolg gefahren worden war. Behra wollte mit dem Wagen beim Großen Preis von Deutschland starten, der dieses Mal auf der AVUS ausgetragen wurde. Viele Fahrer hatten Sicherheitsbedenken gegenüber dieser Hochgeschwindigkeitsstrecke, die nur aus zwei 4 km langen Geraden, einer Haarnadelkurve im Süden und der aus Backsteinen gemauerten Steilkurve im Norden bestand. Bei einem Sportwagenrennen am Samstag vor dem Grand Prix verunglückte Behra tödlich: Sein Wagen kam in der regennassen Nordkurve ins Schleudern und kollidierte am oberen Rand der Kurve mit dem Betonfundament einer Flak-Stellung aus dem Krieg. Behra wurde mit dem Kopf gegen einen Flaggenmast geschleudert und war auf der Stelle tot.
Ihm zu Ehren erhielt 1961 eine Rennstrecke in der Nähe der französischen Stadt Nevers den Namen Circuit Jean Behra. Sie wurde 1989 in Circuit de Nevers Magny-Cours umbenannt.
Sein Bruder José war ebenfalls Rennfahrer.

## Statistik

### Statistik in der Automobil-Weltmeisterschaft

#### Gesamtübersicht
| Saison | Team                      | Chassis            | Motor            | Rennen | Siege | Zweiter | Dritter | Poles | schn. Rennrunden | Punkte | WM-Pos. |
| ------ | ------------------------- | ------------------ | ---------------- | ------ | ----- | ------- | ------- | ----- | ---------------- | ------ | ------- |
| 1952   | Equipe Gordini            | Gordini T16        | Gordini 2.0 L6   | 6      | −     | −       | 1       | −     | −                | 6      | 11.     |
| 1953   | Equipe Gordini            | Gordini T16        | Gordini 2.0 L6   | 6      | −     | −       | −       | −     | −                | −      | NC      |
| 1954   | Equipe Gordini            | Gordini T16        | Gordini 2.5 L6   | 8      | −     | −       | −       | −     | 1                | 0,14   | 26.     |
| 1955   | Officine Alfieri Maserati | Maserati 250F      | Maserati 2.5 L6  | 6      | −     | −       | 1       | −     | −                | 6      | 9.      |
| 1956   | Officine Alfieri Maserati | Maserati 250F      | Maserati 2.5 L6  | 7      | −     | 1       | 4       | −     | −                | 22     | 4.      |
| 1957   | Officine Alfieri Maserati | Maserati 250F      | Maserati 2.5 L6  | 5      | −     | 1       | −       | −     | −                | 6      | 11.     |
| 1957   | Officine Alfieri Maserati | Maserati 250F      | Maserati 2.5 V12 | 1      | −     | −       | −       | −     | −                | 6      | 11.     |
| 1958   | Ken Kavanagh              | Maserati 250F      | Maserati 2.5 L6  | 1      | −     | −       | −       | −     | −                | 9      | 11.     |
| 1958   | Owen Racing Organisation  | BRM P25            | BRM 2.5 L4       | 9      | −     | −       | 1       | −     | −                | 9      | 11.     |
| 1959   | Scuderia Ferrari          | Ferrari Dino 246F1 | Ferrari 2.4 V6   | 3      | −     | −       | −       | −     | −                | 2      | 17.     |
| Gesamt | Gesamt                    | Gesamt             | Gesamt           | 52     | −     | 2       | 7       | −     | 1                | 51,14  |         |

#### Einzelergebnisse
| Saison    | 1       | 2   | 3     | 4   | 5   | 6   | 7       | 8   | 9   | 10  | 11 |
| --------- | ------- | --- | ----- | --- | --- | --- | ------- | --- | --- | --- | -- |
| 1952      |         |     |       |     |     |     |         |     |     |     |    |
| 3         |         | DNF | 7     |     | 5   | DNF | DNF     |     |     |     |    |
| 1953      |         |     |       |     |     |     |         |     |     |     |    |
| 6         |         |     | DNF   | 10  | DNF | DNF | DNF     |     |     |     |    |
| 1954      |         |     |       |     |     |     |         |     |     |     |    |
| DSQ       |         | DNF | 6     | DNF | 10  | DNF | DNF     | DNF |     |     |    |
| 1955      |         |     |       |     |     |     |         |     |     |     |    |
| DNF/DNF/6 | DNF/DNF |     | DNF/5 | 6   | DNF | 4   |         |     |     |     |    |
| 1956      |         |     |       |     |     |     |         |     |     |     |    |
| 2         | 3       |     | 7     | 3   | 3   | 3   | DNF/DNF |     |     |     |    |
| 1957      |         |     |       |     |     |     |         |     |     |     |    |
| 2         |         |     | 5     | DNF | 6   | DNF | DNF     |     |     |     |    |
| 1958      |         |     |       |     |     |     |         |     |     |     |    |
| 5         | DNF     | 3   |       | DNF | DNF | DNF | DNF     | 4   | DNF | DNF |    |
| 1959      |         |     |       |     |     |     |         |     |     |     |    |
| DNF       |         | 5   | DNF   |     | DNS |     |         |     |     |     |    |

| Legende  | Legende            | Legende                                                          |
| Farbe    | Abkürzung          | Bedeutung                                                        |
| -------- | ------------------ | ---------------------------------------------------------------- |
| Gold     | –                  | Sieg                                                             |
| Silber   | –                  | 2. Platz                                                         |
| Bronze   | –                  | 3. Platz                                                         |
| Grün     | –                  | Platzierung in den Punkten                                       |
| Blau     | –                  | Klassifiziert außerhalb der Punkteränge                          |
| Violett  | DNF                | Rennen nicht beendet (did not finish)                            |
| Violett  | NC                 | nicht klassifiziert (not classified)                             |
| Rot      | DNQ                | nicht qualifiziert (did not qualify)                             |
| Rot      | DNPQ               | in Vorqualifikation gescheitert (did not pre-qualify)            |
| Schwarz  | DSQ                | disqualifiziert (disqualified)                                   |
| Weiß     | DNS                | nicht am Start (did not start)                                   |
| Weiß     | WD                 | zurückgezogen (withdrawn)                                        |
| Hellblau | PO                 | nur am Training teilgenommen (practiced only)                    |
| Hellblau | TD                 | Freitags-Testfahrer (test driver)                                |
| ohne     | DNP                | nicht am Training teilgenommen (did not practice)                |
| ohne     | INJ                | verletzt oder krank (injured)                                    |
| ohne     | EX                 | ausgeschlossen (excluded)                                        |
| ohne     | DNA                | nicht erschienen (did not arrive)                                |
| ohne     | C                  | Rennen abgesagt (cancelled)                                      |
| ohne     | keine WM-Teilnahme |                                                                  |
| sonstige | P/fett             | Pole-Position                                                    |
| sonstige | 1/2/3/4/5/6/7/8    | Punktplatzierung im Sprint-/Qualifikationsrennen                 |
| sonstige | SR/kursiv          | Schnellste Rennrunde                                             |
| sonstige | *                  | nicht im Ziel, aufgrund der zurückgelegten Distanz aber gewertet |
| sonstige | ()                 | Streichresultate                                                 |
| sonstige | unterstrichen      | Führender in der Gesamtwertung                                   |

### Le-Mans-Ergebnisse
| Jahr | Team                      | Fahrzeug               | Teamkollege         | Platzierung            | Ausfallgrund    |
| ---- | ------------------------- | ---------------------- | ------------------- | ---------------------- | --------------- |
| 1950 | Automobiles Gordini       | Gordini T15S           | Roger Loyer         | Ausfall                | Zündung         |
| 1951 | Equipe Gordini            | Gordini T15S           | Maurice Trintignant | Ausfall                | Motorschaden    |
| 1952 | Automobiles Gordini       | Gordini T15S           | Robert Manzon       | Ausfall                | Bremsdefekt     |
| 1953 | Automobiles Gordini       | Gordini T15S           | Roberto Mieres      | Ausfall                | Getriebeschaden |
| 1954 | Automobiles Gordini       | Gordini T24S           | André Simon         | Ausfall                | Zündungsschaden |
| 1956 | Automobiles Talbot        | Talbot 2500 Sport      | Louis Rosier        | Ausfall                | Unfall          |
| 1957 | Officine Alfieri Maserati | Maserati 450S          | André Simon         | Ausfall                | Unfall          |
| 1958 | Porsche KG                | Porsche 718 RSK Spyder | Hans Herrmann       | Rang 3 und Klassensieg |                 |
| 1959 | Scuderia Ferrari          | Ferrari 250TR 59       | Dan Gurney          | Ausfall                | Getriebeschaden |

### Sebring-Ergebnisse
| Jahr | Team                      | Fahrzeug        | Teamkollege        | Teamkollege    | Platzierung | Ausfallgrund     |
| ---- | ------------------------- | --------------- | ------------------ | -------------- | ----------- | ---------------- |
| 1956 | Officine Alfieri Maserati | Maserati 300S   | Piero Taruffi      | Cesare Perdisa | Rang 5      |                  |
| 1957 | Maserati Factory          | Maserati 300S   | Juan Manuel Fangio |                | Gesamtsieg  |                  |
| 1958 | Porsche K. G.             | Porsche 718 RSK | Edgar Barth        |                | Ausfall     | Kraftübertragung |
| 1959 | Scuderia Ferrari          | Ferrari 250TR59 | Cliff Allison      |                | Rang 2      |                  |

### Einzelergebnisse in der Sportwagen-Weltmeisterschaft
| Saison | Team                                           | Rennwagen                   | 1   | 2   | 3   | 4   | 5   | 6   | 7   |
| ------ | ---------------------------------------------- | --------------------------- | --- | --- | --- | --- | --- | --- | --- |
| 1953   | Gordini Club Francia Amigos de la Panamericana | Gordini T15S Gordini T24S   | SEB | MIM | LEM | SPA | NÜR | RTT | CAP |
| 1953   | Gordini Club Francia Amigos de la Panamericana | Gordini T15S Gordini T24S   |     |     | DNF |     |     |     | DNF |
| 1954   | Gordini                                        | Gordini T24S                | BUA | SEB | MIM | LEM | RTT | CAP |     |
| 1954   | Gordini                                        | Gordini T24S                | DNF |     |     | DNF |     |     |     |
| 1955   | Maserati                                       | Maserati 300S               | BUA | SEB | MIM | LEM | RTT | TAR |     |
| 1955   | Maserati                                       | Maserati 300S               |     | DNF |     |     |     |     |     |
| 1956   | Maserati                                       | Maserati 300S Maserati 150S | BUA | SEB | MIM | NÜR | KRI |     |     |
| 1956   | Maserati                                       | Maserati 300S Maserati 150S | 3   | 5   | 20  | 1   | DNF |     |     |
| 1957   | Maserati                                       | Maserati 300S Maserati 450S | BUA | SEB | MIM | NÜR | LEM | KRI | CAR |
| 1957   | Maserati                                       | Maserati 300S Maserati 450S | 2   | 1   |     |     | DNF | 1   | DNF |
| 1958   | Fritz Huschke von Hanstein Porsche             | Porsche 550 Porsche 718 RSK | BUA | SEB | TAR | NÜR | LEM | RTT |     |
| 1958   | Fritz Huschke von Hanstein Porsche             | Porsche 550 Porsche 718 RSK | 3   | DNF | 2   | DNF | 3   | 4   |     |
| 1959   | Scuderia Ferrari                               | Ferrari 250TR               | SEB | TAR | NÜR | LEM | RTT |     |     |
| 1959   | Scuderia Ferrari                               | Ferrari 250TR               | 2   | DNF | 3   | DNF |     |     |     |